# بستا رايمز
باستا رايمز (بالإنجليزية: Busta Rhymes)‏ الاسم الحقيقي هو تريفور جيمس سميث Trevor James Smith ولد عام 1972 في بروكلين في نيو يورك، الولايات المتحدة الأمريكية، أحد مغني الراب Rap وممثل كوميدي.
لقبه بستا رايمز مستعار من نجم فريق مينيسوتا فايكنغز Minnesota Vikings لكرة القدم الأمريكية جورج بستا رايمز. اشتهر بطريقته الفريدة في غناء الراب وبميله إلى الكوميديا أحيانا في كلمات أغانيه وأغانيه المصورة. ازدادت أرباح اسطوانات رايمز بعدما انضم لتسجيلات الأفتر ماث التي يملكها دكتور دري.
كان مسيحيا، قبل أن يثير الجدل في مقطع فيديو تحدث فيه عن حبه لدين الإسلام وأنه يعيش أيام حياته كـمسلم.
يعتبر باستا رايمز من أقدم فناني الراب في الولايات المتحدة الأمريكية، ويعرف أنه من أبرز مغنيي الراب في الجهة الشرقية لأمريكا East side، وهي الجهة التي ينتمي إليها فنانون كبار، خاصة من نيويورك، أمثال الراحل نوتوريوس بي. آي. جي. وNAS وجي-زي وMethod man وRAKIM وBIG PUN وBIG L وفرقة ال Wu Tang Clan .

## ألبوماته
- 1996: The Coming
- 1997: When Disaster Strikes
- 1998: Extinction Level Event
- 2000: Anarchy
- 2001: Total Devastation: The Best of
- 2001: Genesis
- 2002: Turn It Up!: The Very Best of
- 2002: It Ain't Safe No More
- 2004: The Artist Collection
- 2006: The Big Bang

## روابط خارجية
- بستا رايمز على موقع IMDb (الإنجليزية)
- بستا رايمز على موقع ألو سيني (الفرنسية)
- بستا رايمز على موقع ميوزك برينز (الإنجليزية)
- بستا رايمز على موقع رولينغ ستون (الإنجليزية)
- بستا رايمز على موقع أول موفي (الإنجليزية)
- بستا رايمز على موقع قاعدة بيانات برودواي على الإنترنت (الإنجليزية)
- بستا رايمز على موقع قاعدة بيانات الأفلام السويدية (السويدية)
- بستا رايمز على موقع إن إن دي بي (الإنجليزية)
- بستا رايمز على موقع أول ميوزيك (الإنجليزية)
- بستا رايمز على موقع أول ميوزيك (الإنجليزية)